# Phare de Tyne South Pier
Le phare de Tyne South Pier (ou Phare de la jetée sud de Tyne) est un phare de port situé au bout de la longue jetée sud de l'entrée de la rivière Tyne à South Shields dans le comté du Tyne and Wear en Angleterre. Il est géré par les autorités portuaires de Port of Tyne (en) avec plusieurs autres phares du port.

## Histoire
Après la réalisation des jetées nord et sud en 1854 sur l'entrée de la rivière Tyne et son port pour aider à la navigation, des phares ont été construits sur chaque jetée. Un troisième phare, juste en amont de la jetée, a été érigé sur le Groyne. L'épi maritime a été construit entre 1861 et 1867 pour préserver le littoral de Littlehaven Beach, anciennement connue sous le nom de Herd Sands, qui avait commencé à être emporté par le changement des courants provoqués par les nouveaux brise-lames.
La Jetée Sud a été terminée en 1895 et le phare de Tyne South Pier a été opérationnel la même année. La jetée mesure 1 515 m de long et le site est accessible depuis le front de mer de South Shields. C'est une tour en pierre effilée non peinte, avec lanterne blanche et galerie non peinte, construite en 1985. Le phare sud affiche un feu à secteurs occultant léger avec des secteurs blancs, rouges et verts. Le secteur vert est utilisé pour indiquer des eaux sûres près de la côte au nord de Tynemouth, tandis que le rouge indique une zone avec de nombreuses épaves à l'est et au sud du phare. Une cloche de brouillard sonne une fois toutes les 10 secondes en cas de forte brume. Le site n'est pas accessible au public en cas de mauvais temps.
Identifiant : ARLHS : ENG-158 - Amirauté : A2702 - NGA : 2108 .

### Lien connexe
- Liste des phares en Angleterre